# Gunung Pucuk Alue Sane
Gunung Pucuk Alue Sane är ett berg i Indonesien.   Det ligger i provinsen Aceh, i den västra delen av landet, 1 700 km nordväst om huvudstaden Jakarta. Toppen på Gunung Pucuk Alue Sane är 1 718 meter över havet, eller 54 meter över den omgivande terrängen. Bredden vid basen är 1,0 km.
Terrängen runt Gunung Pucuk Alue Sane är kuperad söderut, men norrut är den bergig. Runt Gunung Pucuk Alue Sane är det ganska tätbefolkat, med 155 invånare per kvadratkilometer. I omgivningarna runt Gunung Pucuk Alue Sane växer i huvudsak städsegrön lövskog.